# Amphinotus amamiensis
Amphinotus amamiensis är en insektsart som först beskrevs av Ichikawa 1994.  Amphinotus amamiensis ingår i släktet Amphinotus och familjen torngräshoppor. Inga underarter finns listade i Catalogue of Life.